# カプラン・インターナショナル・カレッジ
カプラン・インターナショナル・カレッジ（英: Kaplan International Colleges）は、グラハム・ホールディングス（旧ワシントン・ポスト社）傘下のアメリカの教育会社カプラン社の、イギリスに所在する子会社であり同社が運営する国際的な教育部門である。主に語学学校と大学進学用のパスウェイプログラムを提供する。

## 歴史
- 1967年 - カプラン社がアメリカにて創立。
- 2007年 - イギリスのアスペクトエデュケーション社を買収。カプラン社とアスペクト社の語学学校を統合してカプラン・アスペクトに学校名を変更。
- 2010年 - 名称をカプラン・インターナショナルと変更。
- 2012年 - 日本の留学エージェントBEOとタイの留学エージェントHands onを買収。

## 語学学校部門
語学学校部門では、主にアメリカ・イギリス・オーストラリア・カナダ・ニュージーランド等の英語圏に40校以上の英語学校を運営する。一般英語からビジネス英語、長期英語のプログラム、試験対策のプログラムを提供する。

### 運営場所
- アメリカ
ニューヨーク（エンパイア・ステート・ビルディング、ミッドタウン、ソーホー）、ロサンゼルス、ウィッティアカレッジ（英語版）内、アーバインカレッジ内、サンフランシスコ、バークレー、ポートランド、ワシントンD.C.、サンディエゴ、マイアミ、シアトル、ハイラインカレッジ（英語版）内、イリノイ工科大学内、ノースイースタン大学内、ボストンシティ、ボストンハーバードスクエアー、シカゴ、サンタバーバラカレッジ内、フィラデルフィア
- イギリス
ロンドン（2校）、ケンブリッジ、オックスフォード、マンチェスター、トーキー、ボーンマス、バース、ソールズベリー
- スコットランド：エディンバラ
- カナダ：バンクーバー、トロント
- オーストラリア
シドニー、シドニーマンリー（英語版）、ケアンズ、メルボルン（新設）、アデレード（新設）、ブリスベン、パース
- ニュージーランド：オークランド
- マルタ：スリーマ（提携校）
- シンガポール：新設
- アイルランド：ダブリン

### 学校について
- 入学資格は16歳以上（カナダは17歳以上）。
- ジュニアプログラムは大人向けの学校と違うところで開講される。

## パスウェイ部門
パスウェイ部門では、イギリス等の大学進学希望者を主な対象とし、大学の授業についていけるように準備プログラムを提供する。提携大学の中の語学学校で約9ヶ月のプログラムを受講し、大学や大学院に進学する。

### イギリスの提携大学
- ブライトン大学
- ボーンマス大学（英語版）
- リヴァプール大学
- シティ大学ロンドン
- ウエストミンスター大学
- UWEブリストル大学（英語版）
- ノッティンガム・トレント大学
- グラスゴー大学
- シェフィールド大学